# محمد علي صالح الحوري
محمد علي صالح الحوري  من مواليد قرية نمول ،مغرم الجرابشه ،عزلة حورة. عُين في 2015 محافظاً لمحافظة ريمة.